# Parlement van Kroatië
Het parlement van Kroatië (Kroatisch: Hrvatski Sabor). In het Kroatisch betekent 'sabor' zoiets als congres of assemblee. Volgens de Kroatische grondwet is dit het vertegenwoordigende orgaan van het Kroatische volk, en heeft het de rechtmatige macht over de Republiek Kroatië.
Het Kroatische parlement heeft 100 tot 160 leden, die voor vier jaar worden gekozen. In tijden van oorlog kan deze termijn worden verlengd. De vertegenwoordigers komen uit de verschillende provincies, en dan zijn er ook zetels voor de etnische minderheden en vertegenwoordigers van de Kroatische diaspora.
Momenteel zijn er 151 leden, geleid door een president, ook wel aangeduid als 'spreker' of 'voorzitter', verder zijn er ook vicepresidenten, meestal 4 of 5.

## Taken van het parlement
Het parlement heeft onder meer de volgende bevoegdheden en taken:
- beslist over eventuele aanvulling op en veranderingen van de Grondwet
- maakt wetten
- beslist over de staatsbegroting
- beslist over oorlog en vrede
- maakt strategieën over de verdediging van Kroatisch grondgebied en de binnenlandse veiligheid
- roept referenda uit
- verleent amnestie, indien nodig, aan criminelen
- controleert de Kroatische regering

Abchazië: Parlement · 
Albanië: Kuvendi · 
Andorra: Consell General de les Valls · 
Armenië: Azgayin Zhoghov · 
Azerbeidzjan: Milli Məclis · 
België: Federaal Parlement (Senaat en Kamer) · 
Bosnië en Herzegovina: Parlementarna Skupština · 
Bulgarije: Narodno Sobranie · 
Cyprus: Vouli ton Antiprosópon · 
Denemarken: Folketing · 
Duitsland: Bundestag (en Bundesrat) · 
Estland: Riigikogu · 
Finland: Eduskunta · 
Frankrijk: Parlement (Assemblée nationale en Sénat) · 
Georgië: Parlement · 
Griekenland: Vouli · 
Hongarije: Országgyűlés · 
Ierland: Oireachtas (Dáil en Seanad) · 
IJsland: Alþingi · 
Italië: Parlement (Kamer en Senaat) · 
Kazachstan: Parlamenti (Majilis en Senaat) · 
Kosovo: Assemblee · 
Kroatië: Sabor · 
Letland: Saeima · 
Liechtenstein: Landtag · 
Litouwen: Seimas · 
Luxemburg: Chambre · 
Macedonië: Sobranie · 
Malta: Il-Kamra · 
Moldavië: Parlamentul · 
Monaco: Conseil National · 
Montenegro: Skupština · 
Nagorno-Karabach: Azgayin Zhoghov · 
Nederland: Staten-Generaal (Eerste Kamer en Tweede Kamer) · 
Noord-Cyprus: Cumhuriyet Meclisi · 
Noorwegen: Storting · 
Oekraïne: Verchovna Rada · 
Oostenrijk: Nationalrat · 
Polen: Sejm (en Senat) · 
Portugal: Assembleia da Republica · 
Roemenië: Camera Deputaţilor · 
Rusland: Federatieve vergadering (Staatsdoema en Federatieraad) · 
San Marino: Consiglio Grande e Generale · 
Servië: Narodna skupština · 
Slowakije: Národná Rada · 
Slovenië: Državni Zbor en Državni Svet · 
Spanje: Cortes Generales (Senado en Congreso de los Diputados) · 
Transnistrië: Opperste Sovjet · 
Tsjechië: Parlament (Senaat en Kamer van Afgevaardigden) · 
Turkije: Meclis · 
Verenigd Koninkrijk: Parliament (House of Commons en House of Lords) · 
Wit-Rusland: Nationale Vergadering (Huis van Afgevaardigden en Raad van de Republiek) · 
Zuid-Ossetië: Parlement · 
Zweden: Riksdag · 
Zwitserland: Bondsvergadering (Nationale Raad en Kantonsraad)
Cursief: wijst op een niet of slechts deels erkende staat